# 美勇士
美勇士（みゅうじ、1981年5月8日 - ）は、日本のミュージシャン、俳優、ゲーマー。本名は桑名 美勇士 ジュリアン。

ハワイ生まれ。A型。173cm。普通免許。船舶免許。趣味はフットサルとゲーム。
2006年まで吉本興業に所属。現在、事務所フリー。17 Liveのライバー（動画配信者）として配信活動中。

## 略歴
実父は桑名正博、実母はアン・ルイス、異母弟は桑名錬、叔母は桑名晴子。

2011年9月、元宝塚歌劇団花組男役の日向燦と結婚、同年に長女が誕生。2017年に離婚。

## プロフィール
- 両親が桑名正博、アン・ルイスという音楽に恵まれた環境の中でその才能を伸ばし、幼少の頃より音楽を志す。
- ドラマ、映画、ミュージカルなど俳優業にも挑戦し、多彩なタレント能力を生かし様々なジャンルでも活躍。
- 現在はバンド「トライポリズム」のVo.としても活動中。
2009年にシアトルにて行われた、3万人動員したアニメフェス「サクラコン」にゲスト参加し、二日に渡りライブ出演。
- 玉置浩二に才能を認められ、2014年発売のアルバム『GOLD』にコーラスで参加。
同名のツアーにもシンガーとしてサポートメンバーに選ばれ、全国23公演を回り切った。
- 趣味であるフットサルの経験を活かし、芸能人女子フットサルチーム、東京チェリーズの監督なども経験。現在も多彩な才能を活かし、活動の幅を広めている。
- 2018年12月27日放送分の『直撃LIVE グッディ!』で、桑名正博の実子を自称しては各地で出会った人に飲食代や旅費などを援助させるなどのトラブルを起こした男性と対面。
自称 桑名正博の息子はDNA鑑定をしたいと申し出たためこれを実施し、1か月後に鑑定結果を待つこととなった[3]。
その後、2019年2月25日に美勇士本人のTwitterにて、上記男性とは「95％兄弟ではない」との鑑定結果が出たことが報告された[4]。

## 来歴・活動
- 1998年、アン・ルイスとのデュエット曲『So in love with you』でCDデビュー。
- 1999年、テレビ朝日系『ベストフレンド』でテレビドラマ初出演。
- 2000年、『Over the View』でソロシングルデビュー。
- 2000年、映画『ピンチランナー』にて映画初出演。
- 2002年、ミュージカル『ホンク！』でミュージカルデビュー。
- 2008年、自身の3ピースバンド、トライポリズム結成。美勇士はボーカルギターを担当。

## CD
- シングル『One』
- シングル『Over the View』
- シングル『us〜明日何してる？〜』
- シングル『eX dream』
- アルバム『NORMAL』
- アルバム『BONE』
- アルバム『トライポリズム』

### 参加CD
- 玉置浩二 アルバム『GOLD』（コーラス）
- アン・ルイス アルバム『Refreshed』（コーラス）
- アンルイス トリビュートアルバム『ANNISM』
- 桑名正博 アルバム『ディア・マイ・フレンド』涙そうそう（デュエット）
- 佐藤寛之 シングル『Cloudy Sky』（コーラス）
- 五島良子 シングル『豹柄とピンク』（コーラス）
- 屋敷豪太 シングル『On and on』（コーラス）
- マンディ田中 シングル『そんなもんだよ水商売』（コーラス）
- アニパンク カバーアルバム『アニパンク新録音盤：序』愛を取り戻せ（デュエット）
- BORO カバーアルバム『大阪で生まれた歌』月のあかり（コーラス）
- 早見優 カバーアルバム『Delicacy of Love』恋のブギウギトレイン（コーラス）
- 早見優 40周年記念アルバム『 HAYAMI 40th Anniversary Collection~ 』内オリジナル曲『Your last woman』作曲

### タイアップ
- WOWOWアニメ『X』主題歌
- NHKドラマ『ズッコケ三人組』主題歌
- 週刊コミックTV『タブータトゥー』主題歌
- テレビ大阪系『音革命』OPテーマ
- よみうりテレビ『グッピー』EDテーマ
- ABC系『トリハダ』EDテーマ
- 06年サッカーワールド杯スカパーメインテーマソング「『PerfectSky』
- 野球球団大阪ゴールドビリケーンズ応援ソング
- プロレス団体ドラゴンゲート『ディープドランカーズ』登場曲
- プロレス団体ドラゴンゲート『ミレニアルズ』登場曲

## ライブ
- 内田裕也プロデュース『New Year World Rock Festival』出演
- 松本隆45周年記念ライブ『風街レジェンド』出演
- 玉置浩二ソロライブツアー『GOLD』シンガー、コーラス出演
- 44MAGNUM PAULプロデュース『Play Da'魂』Vol.5.6.7.8.10.出演

## テレビ

### メインMC
- BSジャパン『渋谷もんじゃ』メインMC
- BSジャパン『原宿音楽物語』メインMC
- MXテレビ『MX』メインMC
- テレビ大阪『音革命』メインMC
- BS11『大人の自由時間』メインMC

### ゲスト出演
- NHK BSプレミアム『玉置浩二ショー』
- BS日テレ『フットサルガールズ』
- 日本テレビ『24時間テレビ』
- 日本テレビ『踊る！さんま御殿！』
- 日本テレビ『世界仰天ニュース』
- 日本テレビ『行列のできる法律相談所』
- 日本テレビ『おもいッきりDON!』
- 日本テレビ『人生が変わる1分間の深イイ話』
- 日本テレビ『有吉ゼミ』
- フジテレビ『直撃LIVE グッディ！』
- フジテレビ『とくダネ！』
- フジテレビ『バイキング』
- フジテレビ『金曜日の告白SP』
- フジテレビ『芸能人の告白SP』
- フジテレビ『笑っていいとも』テレフォンショッキング
- フジテレビ『ごきげんよう』
- フジテレビ『さんまのまんま』
- フジテレビ『とんねるずのみなさんのおかげでした』
- テレビ朝日『キスした？SMAP』
- テレビ朝日『徹子の部屋』（2002年、2012年）
- テレビ朝日『お願いランキング』
- TBS『秋の夜長の暴露SP爆笑問題のザ50人斬り』
- TBS『サンデー・ジャポン』
- テレビ東京『突撃！しあわせ買取隊』
- テレビ東京『たけしのニッポンのミカタ!』
- テレビ東京『現状打破テレビ』
- テレビ東京『GameWave』
- 読売テレビ『情報ライブミヤネ屋』
- 読売テレビ『クギズケ』
- 毎日放送『せやねん！』
- 読売テレビ『ダウンタウンDX』
- 関西テレビ『快傑えみちゃんねる』
- 関西テレビ『たかじん胸いっぱい』
- 関西テレビ『胸いっぱいサミット』
- CS旅チャンネル『アンルイスと美勇士のLAスタイル』
- Abema TV『スリム記者クラブ』

### ドラマ
- テレビ朝日系『ベストフレンド』
- テレビ大阪『部長刑事♯443 決死のダイブ! 危険な遊戯』

## 映画
- 『残波』主演
- 『溝鼠』主演
- 『ピンチランナー』
- 『かん天な人』

## 舞台・ミュージカル
- ミュージカル『ホンク！』主演アグリィ役
- ミュージカル『サタデーナイトフィーバー』ボビーC役
- ミュージカル『うたかたのオペラ』松田宗一役
- 舞台『きんぎょの夢』探偵役
- レビューショー『ジュビリーシリーズ』3〜5、7
- 横山智佐奮闘公演『ちさりさいたる』

## ラジオ
- FM愛知『Aim@Wedding!』メインMC
- @FM『美勇士くんステーション』メインMC
- SHIBUYA CROSS FM『美勇士と神出サヤのはぴはぴTIME（仮）』
- SHIBUYA CROSS FM『美勇士のROCK WAVE』メインMC

## サッカー
- 東京ヴェルディ 2018年度公式応援シンガー

## パチンコ
- 『CR決戦』メインテーマソング
- 『CR座頭市』楽曲提供（トライポリズム）
- 『CR龍馬』中岡慎太郎役